# Sabbater
Sabbater (auch Sabbather, Sabbatarier, Sabbatisten; lateinisch Sabbatarii, Sabbatariani) waren eine sabbathaltende Bewegung, die um das Jahr 1528 unter dem Einfluss Oswald Glaits und Andreas Fischers innerhalb der radikal-reformatorischen Täuferbewegung in Mähren entstanden war. Im Mittelpunkt ihrer Theologie stand die Ansicht, dass die Zehn Gebote (Dekalog) im Gegensatz zu anderen Geboten des Alten Testaments im Neuen Testament nicht aufgehoben seien und dementsprechend für Christen der jüdische Sabbat an Stelle des Sonntages treten müsse. Verbreitung fanden diese Gedanken unter anderem über Glaits Buchlenn vom Sabbath und Fischers Scepastes Decalogi (Verteidiger des Dekalogs). Auf die täuferische Gruppe der Sabbater bezieht sich auch die 1538 publizierte antijudaistische Abhandlung Martin Luthers: Wider die Sabbather an einen guten Freund.

## Geschichte
Die Anfänge der Sabbater sind eng mit dem ehemaligen römisch-katholischen Priester und späteren Täufer Oswald Glait verbunden. Glait hatte sich bereits um 1520 der reformatorischen Bewegung angeschlossen und war anschließend nach Leoben (Österreich) verzogen. Dort versah er für einige Jahre das evangelische Pfarramt. Verfolgungen führten dazu, dass er 1525 nach Nikolsburg (Mähren) kam und auf die Stelle des zweiten evangelischen Predigers gesetzt wurde. In Nikolsburg lernte er 1526 den Waldshuter Reformator und Täufer Balthasar Hubmaier kennen, der als Glaubensflüchtling in der mährischen Stadt Zuflucht gefunden hatte. Zunächst gehörte er zu Hubmaiers engsten Mitarbeitern. Als aber Hans Hut 1528 auf seiner Missionsreise in Nikolsburg auftauchte und mit Hubmaier in einen schweren theologischen Konflikt geriet, schloss sich Glait Hans Hut an und folgte diesem auf der Flucht nach Wien. Glait wandte sich gegen jene Täuferkreise, die den Gebrauch des Schwertes und deshalb auch die Übernahme öffentlicher Ämter ablehnten. Er begründete seine Haltung in dieser Frage mit der Gültigkeit der Zehn Gebote auch für Christen. Sind aber die Gebote noch gültig, dann – so die Argumentation Oswald Glaits –  seien es auch die Strafen, mit denen ihre Nichteinhaltung bewehrt sind.
Anfang der 1530er Jahre tauchen verschiedene Veröffentlichungen auf, in denen von einer sabbathaltenden Bewegung im Mährischen kommentierend berichtet wird.
Noch bis 1573 werden die Sabbater in mehreren Listen über in Mähren vertretene Konfessionen aufgeführt. Dennoch scheinen sich die meisten sabbatarisch geprägten Kreise nach dem Tod ihrer führenden Vertreter bald aufgelöst zu haben. Sabbatarische Positionen konnten sich innerhalb der Täuferbewegung somit nicht auf Dauer halten. Ausnahmen bilden heute einzelne sabbathaltende Mennonitengemeinden in Nordamerika wie die Siebenten-Tags-Mennoniten.